# Другий уряд Джузеппе Конте
Другий уряд Конте (італ. Governo Conte II) — 66-е уряд Італійської Республіки, що діє з 5 вересня 2019 року другий раз під головуванням Джузеппе Конте.
Це коаліційний уряд, народжений з угоди між Рух п'яти зірок, Демократична партія, Italia Viva та Liberi e Uguali після кризи, що призвела до відставки першого уряду Конте.
Джузеппе Конте отримав від президента республіки Серджо Матарелла завдання сформувати новий уряд 29 серпня 2019 року, прийнявши його з резервом. 4 вересня 2019 року призначений президент позитивно розпустив резерв, одночасно повідомивши список міністрів. 5 вересня уряд склав присягу перед главою держави.

## Спільний зведення
Другий уряд, сформований парламентом XVIII скликання, зміниі Перший уряд Джузеппе Конте, який пішов у відставку 20 серпня 2019 року через розвал правлячої коаліції.

## Формування

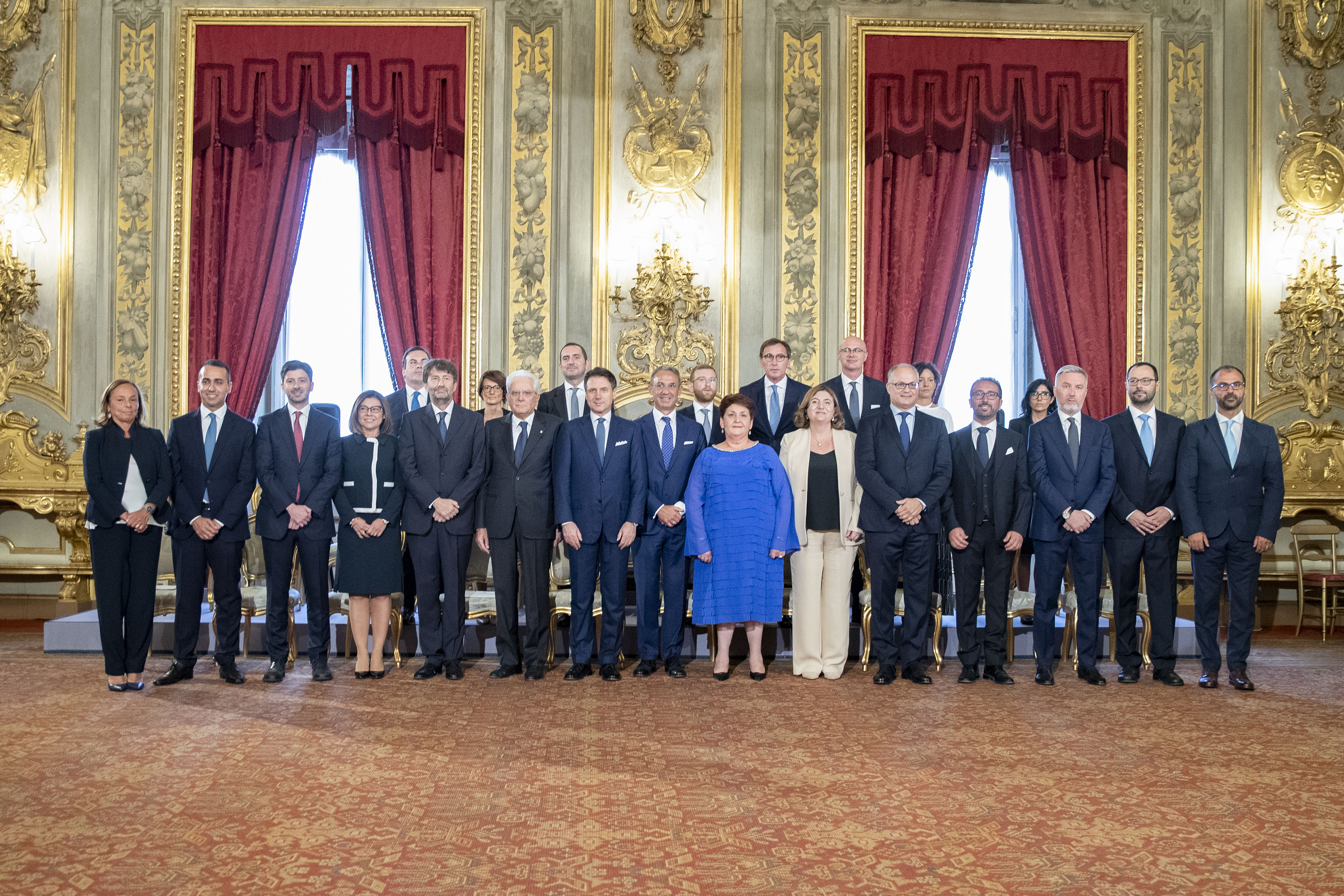
Уряд з президентом Італії Серджо Маттарелла після присяги 5 вересня 2019 року.

9 серпня Ліга Півночі поставила на голосування у Сенаті питання о довірі уряду Конте, у якому вона брала участь разом з Рухом п'яти зірок. 20 серпня 2019 року прем'єр-міністр Конте оголосив о відставці уряду.
3 вересня 2019 року 79 634 членів Р5З взяли участь у онлайн-голосуванні і більшістю у 79 % схвалили угоду з ДП о формуванні нового уряду.
4 вересня 2019 року Джузеппе Конте сформував свій другий уряд, заснований на союзі Р5З з Демократичною партією, і представив його список президенту Матареллі на узгодження.
5 вересня новий кабінет приніс присягу у Квіринальскому палаці і приступил к виконанню своїх повноважень.

## Зміни у складі
17 вересня 2019 з'явились списки політиків, котрі підтримали нове політичне об'єднання, засноване колишнім прем'єр-міністром Маттео Ренці під назвою Italia Viva. У їх число війшли міністри другого уряду Конте Тереза Белланова i Елена Бонетті, а також молодший секретар Іван Скальфаротто.

## Заслання
Governo Conte II (італ.). Governo Italiano. Архів оригіналу за 28 вересня 2019. Процитовано 7 вересня 2019.